# Torre de Cala d'Arena
La Torre de Cala d'Arena és una torre de guaita situada prop de la platja homònima, a la punta La Cornetta, al nord-est de l'illa d'Asinara, municipi de Port de Torres (Sardenya, Itàlia).
De forma troncocònica, amb un diàmetre de base d'uns 12 metres i una entrada a uns 4,5 m del terra per l'escotilla que porta a l'únic compartiment interior. Va ser construïda l'any 1611 per projecte del capità ordinari de les Obres del Regne de Sardenya, Andrea Pérez. Va ser molt malmesa per un atac dels pirates barbarescos el 1637, i restaurada el 1720 pels piemontesos, però aviat va quedar abandonada. Actualment presenta greus problemes estructurals, amb esllavissades laterals i el parapet superior ensorrat.